# San Manuel (kommun)
San Manuel är en kommun i Honduras.   Den ligger i departementet Departamento de Cortés, i den västra delen av landet, 160 km nordväst om huvudstaden Tegucigalpa. Antalet invånare är 30 740. Arean är 138 kvadratkilometer.
Terrängen i San Manuel är kuperad norrut, men söderut är den platt.